# Гай Кальвізій Сабін (консул 4 року до н. е.)
Гай Кальвізій Сабін (лат. Gaius Calvisius Sabinus; ? — після 4 до н. е.) — державний діяч ранньої Римської імперії, консул 4 року до н. е.

## Життєпис
Походив з роду нобілів Кальвізіїв. Син Гая Кальвізія Сабіна, консула 39 року до н. е. Про молоді роки немає відомостей. завдяки впливові батька зробив гарну політичну кар'єру. У 4 році до н. е. обрано консулом разом з Луцієм Пассієном Руфом. Його замінив на посаді консул-суффект Гай Целій Руф.
Після своєї каденції увійшов до складу колегії септемвирів епулонів, потім призначено великим куріоном (в обов'язки входило споглядання за роботою усіх курій). Став патроном Колонії Сполетензіум.

## Родина
- Гай Кальвізій Сабін, консул 26 року.
- Кальвізія Флакцілла